# Ruslan Pidhornyj
Ruslan Vitalijovyč Pidhornyj (in ucraino Руслан Віталійович Підгорний?; trasl. angl. Ruslan Pidgornyy; Vinnycja, 25 luglio 1977) è un ex ciclista su strada e pistard ucraino.
È stato campione del mondo dell'inseguimento a squadre su pista nel 1998, e poi professionista su strada dal 2002 al 2011, vincendo il titolo nazionale in linea nel 2008.

## Carriera
Arrivò a correre in Italia nelle categorie giovanili e svolse molta attività su pista, vincendo anche, nel 1998 a Bordeaux, un titolo mondiale élite nell'inseguimento a squadre con la sua nazionale. Dopo i buoni risultati in campo dilettantistico, passò professionista nel 2002 con la De Nardi-Pasta Montegrappa ma, a parte il secondo posto nel campionato nazionale su strada, non colse risultati di rilievo. L'anno successivo non riuscì a trovare un ingaggio e decise pertanto di tornare a correre tra i dilettanti con la trevigiana Marchiol-Famila-Site.
Nel 2004 fu ingaggiato da nuova squadra professionistica, il Team LPR-Piacenza, ma la sua esperienza non durò molto e si ritrovò a correre nuovamente tra i dilettanti, tra le file della Centro Convenienza Esse-Olmo di Imperia, continuando comunque a mostrare le sue buone qualità. Nel 2005 trovò l'ingaggio stabile nel mondo professionistico con la Tenax-Salmilano; nel finale di stagione colse buoni piazzamenti, su tutti il secondo posto al Gran Premio Nobili Rubinetterie dove venne superato da Damiano Cunego. Il 2006 fu l'anno della svolta: soprattutto nei mesi estivi trovò costanza di rendimento e, dopo aver ottenuto buoni piazzamenti – tra cui spiccano i secondi posto al Gran Premio Città di Camaiore e nella classifica finale del Giro d'Austria – riuscì a centrare la prima vittoria da professionista nel Trofeo Matteotti, classica del calendario italiano che si svolge ogni anno sulle strade di Pescara. Le buone prestazioni gli valsero la convocazione in nazionale per i mondiali di Salisburgo ma, su un percorso non troppo adatto alle sue caratteristiche, disputò una prova anonima.
Nel 2007 fu vicecampione nazionale su strada; conquistò inoltre una tappa al Brixia Tour, breve corsa a tappe che si tiene in provincia di Brescia. Nella stagione 2008 la Tenax si fuse con il team LPR Brakes-Ballan, con il quale aveva già corso, dando così vita a un'unica squadra capitanata da Danilo Di Luca: con la nuova formazione Pidhornyj si classificò secondo al Giro d'Austria (vincendo anche una tappa) e vinse il titolo nazionale ucraino su strada. Durante l'anno partecipò anche alla prova in linea dei Giochi olimpici di Pechino.
Nel 2009 si trasferì al neonato team italo-ucraino ISD, con il quale partecipa al Giro d'Italia, ritirandosi però all'ottava tappa. Concluse poi al secondo posto il Giro d'Austria e nel 2010 fu di nuovo vicecampione ucraino in linea. Per la stagione 2011 si accasò alla Vacansoleil-DCM, formazione olandese del circuito UCI World Tour; fu questa la sua ultima annata da professionista.

## Palmarès

### Strada
- 2001 (dilettanti)

Classifica generale Giro della Regione Friuli Venezia Giulia
- 2003 (dilettanti)

1ª tappa Giro della Regione Friuli Venezia Giulia
Classifica generale Giro della Regione Friuli Venezia Giulia
- 2004 (dilettanti)

Giro del Medio Brenta
Giro del Casentino
Gran Premio Industria del Cuoio e delle Pelli
- 2006 (Tenax, una vittoria)

Trofeo Matteotti
- 2007 (Tenax, una vittoria)

3ª tappa Brixia Tour
- 2008 (LPR, due vittorie)

Campionati ucraini, Prova in linea
3ª tappa Giro d'Austria

#### Altri successi
- 2010

1ª tappa Brixia Tour (Palazzolo sull'Oglio, cronosquadre)

### Pista
- 1998

Campionati del mondo, Inseguimento a squadre (Bordeaux, con Oleksandr Fedenko, Serhij Matvjejev e Oleksandr Symonenko)
Campionati europei, Corsa a punti Under-23
- 1999

Campionati europei, Inseguimento individuale Under-23

## Piazzamenti

### Grandi Giri
- Giro d'Italia

2009: ritirato
- Vuelta a España

2011: 101º

### Competizioni mondiali
- Campionati del mondo

Verona 1999 - Cronometro Under-23: 19º
Verona 1999 - In linea Under-23: 30º
Plouay 2000 - In linea Elite: 108º
Zolder 2002 - In linea Elite: 119º
Salisburgo 2006 - In linea Elite: 63º
Stoccarda 2007 - In linea Elite: ritirato
Varese 2008 - In linea Elite: ritirato
Mendrisio 2009 - In linea Elite: ritirato
- Giochi olimpici

Pechino 2008 - In linea: 53º